# NBA All-Star Game 1965
Le NBA All-Star Game 1965 s’est déroulé le 13 janvier 1965 dans le Kiel Auditorium de Saint-Louis. Les All-Star de l’Est ont battu les All-Star de l’Ouest 124 à 123. Jerry Lucas (Royals de Cincinnati) a été élu MVP.

## Effectif All-Star de l’Est
- Bill Russell (Celtics de Boston)
- Oscar Robertson (Royals de Cincinnati)
- Willis Reed (Knicks de New York)
- Tom Heinsohn (Celtics de Boston)
- Jerry Lucas (Royals de Cincinnati)
- Larry Costello (76ers de Philadelphie)
- Hal Greer (76ers de Philadelphie)
- Sam Jones (Celtics de Boston)
- Wayne Embry (Royals de Cincinnati)
- Lucious Jackson (76ers de Philadelphie)
- Johnny Green (Knicks de New York)

## Effectif All-Star de l’Ouest
- Bob Pettit (Saint-Louis Hawks)
- Wilt Chamberlain (San Francisco Warriors)
- Jerry West (Lakers de Los Angeles)
- Elgin Baylor (Lakers de Los Angeles)
- Walt Bellamy (Bullets de Baltimore)
- Terry Dischinger (Bullets de Baltimore)
- Gus Johnson (Bullets de Baltimore)
- Nate Thurmond (San Francisco Warriors)
- Lenny Wilkens (Saint-Louis Hawks)
- Don Ohl (Bullets de Baltimore)